# Eidgenössische Volksinitiative «Volkswahl des Bundesrates»
Die eidgenössische Volksinitiative «Volkswahl des Bundesrates» war eine im Jahr 2010 von der Schweizerischen Volkspartei (SVP) lancierte Volksinitiative, mit der die Volkswahl des Bundesrates eingeführt werden sollte. 
Die Initiative wurde in der Volksabstimmung vom 9. Juni 2013 von allen Kantonen und von rund 76 % der Stimmenden abgelehnt.

## Inhalt
Die Initiative sah vor, dass die sieben Mitglieder des Bundesrates (der Bundesregierung) statt wie bisher von der Vereinigten Bundesversammlung (dem Bundesparlament) direkt vom Volk gewählt werden, und zwar weiterhin für eine vierjährige Amtszeit. Der Bundespräsident (der primus inter pares des Regierungskollegiums) sollte neu vom Bundesrat selbst statt von der Bundesversammlung gewählt werden.
Die Volkswahl sollte entsprechend der Regelung, die für die meisten Kantonsregierungen gilt, nach dem Majorzsystem erfolgen, d. h., gewählt sind die sieben Kandidaten, die das absolute Mehr (also mehr als die Hälfte) aller abgegebenen Stimmen erhalten. Erhalten nicht sieben Personen eine absolute Mehrheit, findet ein zweiter Wahlgang statt, in dem das relative Mehr (also die meisten Stimmen) für die Wahl genügt.
Für die Wahl sollte die gesamte Schweiz einen Wahlkreis bilden, d. h., jedermann kann Kandidaten aus allen Landesteilen wählen. Dabei sind aber zwei der sieben Sitze für Kandidaten, die in der französisch- bzw. italienischsprachigen Schweiz (Romandie und Tessin) wohnhaft sind, reserviert. Soweit diese Anforderung nach einer Bundesratswahl nicht erfüllt ist, gelten diejenigen Kandidaten aus den genannten Gebieten als gewählt, die das höchste geometrische Mittel aus den Stimmenzahlen der gesamten Schweiz einerseits und den Stimmenzahlen der französisch- bzw. italienischsprachigen Schweiz andererseits erreicht haben. Damit übernahm die Volksinitiative die Regelung, welche die Verfassung des Kantons Bern für die Besetzung des für den Berner Jura reservierten Regierungssitzes vorsieht.

## Geschichte
Bereits zweimal hat das Schweizervolk die Einführung der Volkswahl des Bundesrates abgelehnt:
- 1900: Eidgenössische Volksinitiative «für die Volkswahl des Bundesrates und die Vermehrung der Mitgliederzahl», mit 65 % gegen 35 % der Stimmen und 144/2 gegen  72/2 der Standesstimmen
- 1942: Eidgenössische Volksinitiative «für die Wahl des Bundesrates durch das Volk und die Erhöhung der Mitgliederzahl», mit 68 % gegen 32 % der Stimmen und allen Standesstimmen

Diese beiden Initiativen, welche auch die Erhöhung der Mitgliederzahl von sieben auf neun vorsahen, wurden von der Sozialdemokratischen Partei lanciert, die erste zudem von den Katholisch-Konservativen (der heutigen Die Mitte).
Die hier dargestellte dritte Initiative wurde am 22. August 2009 von der Delegiertenversammlung der SVP beschlossen. Der Initiativtext wurde am 12. Januar 2010 von der Bundeskanzlei geprüft und die Frist für die Sammlung der 100'000 Unterschriften lief vom 26. Januar 2010 bis am 26. Juli 2011. Die Initiative kam mit 108'826 beglaubigten Unterschriften zustande.

## Argumente

### Befürwortende Argumente
Das Initiativkomitee brachte folgende Argumente für seine Initiative vor:
- Die Volkswahl würde die Volksrechte ausbauen und damit die direkte Demokratie stärken.
- Sie führe zu mehr Stabilität und Kontinuität; die Abwahl von Christoph Blocher habe gezeigt, dass das parlamentarische Wahlverfahren unberechenbar und intransparent geworden sei.
- Sie würde die Gewaltenteilung und die Volkssouveränität stärken, weil der Bundesrat künftig dem Volk und nicht mehr dem Parlament verpflichtet wäre.
- So könnte das Volk auch die Macht der Regierung und Verwaltung besser kontrollieren; diese könnten sich fortan nicht mehr erlauben, Abstimmungsentscheide zu missachten oder Initiativen nicht umzusetzen.
- Es gälten endlich transparente und faire Regeln für die Bundesratswahlen; taktische Spiele des Parlaments wären nicht mehr möglich.
- Profilierte, bestandene Persönlichkeiten und Quereinsteiger hätten bessere Wahlchancen; das Parlament dagegen würde eher angepasste, moderate Kandidaten wählen.
- Die angemessene Vertretung der sprachlichen Minderheiten sei garantiert.

### Ablehnende Argumente
In seiner Botschaft an das Parlament führte der Bundesrat folgende Argumente gegen die Initiative an:
- Der Bundesrat würde nicht mehr «über der Politik» stehen. Seine Mitglieder würden stärker als parteipolitische Akteure wahrgenommen. Im Interesse ihrer Wiederwahl müssten sie noch mehr als heute mit den Medien kooperieren. Dies könnte dem Kollegialprinzip schaden.
- Die Bundesversammlung würde geschwächt. Wenn sie parteipolitisch anders zusammengesetzt ist als der Bundesrat, bestünde die Gefahr unfruchtbarer Kompetenzkonflikte und Blockierungen.
- Die angemessene Vertretung der Landesgegenden im Bundesrat sei nicht mehr gewährleistet, und die grossen Kantone, Städte und Agglomerationen würden zulasten der ländlichen Gebiete begünstigt.
- Die nationalen Parteien, welche die Kandidaten bestimmen würden, würden gegenüber den Kantonalparteien an Gewicht gewinnen, und sie würden stärker von ihren Geldgebern abhängig.
- Die Mitglieder des Bundesrates würden durch den Wahlkampf zeitlich stark belastet, was sich namentlich in Krisensituationen negativ auswirken könnte.
- Die Quote von zwei Sitzen für die lateinische Schweiz sei unnötig, schwer verständlich und kontraproduktiv. Sie ignoriere das rätoromanische Sprachgebiet und würde die Romandie gegen das Tessin ausspielen, welches wegen seiner kleineren Bevölkerung den Kürzeren ziehen würde.

## Erwartete Auswirkungen auf die Zusammensetzung des Bundesrates
Eine Studie des politologischen Instituts der Universität Bern simulierte die Volkswahl des Bundesrates auf der Basis der kantonalen Regierungsratswahlen. Sie kam zum Schluss, dass das wahrscheinlichste Ergebnis der Volkswahl die alte Zauberformel wäre (je zwei Sitze der SP, FDP und CVP, ein Sitz der SVP). 
Laut der Studie würden SP und FDP am meisten vom Moduswechsel profitieren. Sie hätten bei zweiten Wahlgängen sogar Chancen auf einen dritten Sitz, weil sie im ganzen Land gut vertreten seien und oft Stimmen aus allen Lagern erhielten. Der siebte Sitz würde unter SVP, CVP und den Grünen umkämpft; die SVP würde gemessen an ihrer Parteistärke ein eher unterdurchschnittliches Resultat erzielen. In jedem Fall könnten die bisherigen Amtsinhaber, egal welcher Partei sie angehörten, mit einem enormen „Bisherigenbonus“ rechnen.

## Positionen
Der Bundesrat teilte im Januar 2012 mit, dass er die Volksinitiative ohne Gegenentwurf zur Ablehnung empfehlen werde. Er begründete dies damit, dass sich die Wahl durch die Bundesversammlung bewährt habe. Das Parlament folgte diesem Antrag.

## Initiativtext
Die Initiative hatte folgenden Wortlaut:
Die Bundesverfassung wird wie folgt geändert:
Art. 136 Abs. 2
2 Sie können an den Bundesratswahlen, den Nationalratswahlen und den Abstimmungen des Bundes teilnehmen sowie Volksinitiativen und Referenden in Bundesangelegenheiten ergreifen und unterzeichnen.
Art. 168 Abs. 1
1 Die Bundesversammlung wählt die Bundeskanzlerin oder den Bundeskanzler, die Richterinnen und Richter des Bundesgerichts sowie den General.
Art. 175 Abs. 2–7
2 Die Mitglieder des Bundesrates werden vom Volk in direkter Wahl nach dem Grundsatz des Majorzes gewählt. Sie werden aus allen Schweizerbürgerinnen und Schweizerbürgern gewählt, die als Mitglieder des Nationalrates wählbar sind.
3 Die Gesamterneuerung des Bundesrates findet alle vier Jahre gleichzeitig mit der Wahl des Nationalrates statt. Bei einer Vakanz findet eine Ersatzwahl statt.
4 Die gesamte Schweiz bildet einen Wahlkreis. Gewählt ist im ersten Wahlgang, wer das absolute Mehr der gültigen Stimmen erreicht. Dieses berechnet sich wie folgt: Die Gesamtzahl der gültigen Kandidatenstimmen wird durch die Zahl der zu wählenden Mitglieder des Bundesrates geteilt und das Ergebnis halbiert; die nächsthöhere ganze Zahl ist das absolute Mehr. Haben nicht genügend Kandidierende im ersten Wahlgang das absolute Mehr erreicht, so findet ein zweiter Wahlgang statt. Im zweiten Wahlgang entscheidet das einfache Mehr. Bei Stimmengleichheit wird das Los gezogen.
5 Mindestens zwei Mitglieder des Bundesrates müssen aus den Wahlberechtigten bestimmt werden, die in den Kantonen Tessin, Waadt, Neuenburg, Genf oder Jura, den französischsprachigen Gebieten der Kantone Bern, Freiburg oder Wallis oder den italienischsprachigen Gebieten des Kantons Graubünden wohnhaft sind.
6 Ist nach einer Bundesratswahl die Anforderung nach Absatz 5 nicht erfüllt, so sind diejenigen in den in Absatz 5 bezeichneten Kantonen und Gebieten wohnhaften Kandidierenden gewählt, die das höchste geometrische Mittel aus den Stimmenzahlen der gesamten Schweiz einerseits und den Stimmenzahlen der genannten Kantone und Gebiete andererseits erreicht haben. Als überzählig scheiden jene Gewählten aus, welche ausserhalb der genannten Kantone und Gebiete wohnhaft sind und die tiefsten Stimmenzahlen erreicht haben.
7 Das Gesetz regelt die Einzelheiten.
Art. 176 Abs. 2